# Думезвени, Нома
Нома Думезвени (англ. Noma Dumezweni; род. 28 июля 1969, Мбабане, Эсватини) — английская актриса радио, театра, кино и телевидения.

## Биография
Нома Думезвени родилась 28 июля 1969 года в Свазиленде. Её родители родом из ЮАР; за первые восемь лет жизни девочка успела пожить в Свазиленде, Ботсване, Кении и Уганде. 17 мая 1977 года Нома с матерью и сестрой прибыли в Англию как беженки от апартеида. Семью африканок поселили в городке Филикстоу (графство Суффолк), где Нома получила образование (в школе из 1500 человек лишь четверо, включая Ному, были чернокожими). После этого девушка переехала в Лондон, где начала карьеру актрисы. С 1999 года снимается на телевидении, с 2002 года — в кинофильмах.
В декабре 2015 года было объявлено, что Думезвени сыграет роль Гермионы Грейнджер в пьесе «Гарри Поттер и Проклятое дитя». В статье о кастинге театральный критик Кейт Малтби описала её как «актрису, которая постоянно увлекает и завораживает аудиторию». Кастинг чернокожей актрисы в роли Гермионы вызвал пылкую дискуссию, на которую Дж. К. Роулинг ответила, что она нигде не писала, что Гермиона была белая и что ей нравится чернокожая Гермиона. Думезвени повторила свою роль на Бродвее в Лирическом театре в 2018 году.

## Награды, номинации, признание
- Премия Лоренса Оливье 2006[англ.] — Премия Лоренса Оливье в категории «Лучшая роль второго плана» за роль в постановке «Изюм на солнце[англ.]» — победа[8].
- 2017 — Премия Лоренса Оливье в категории «Лучшая женская роль второго плана» за роль в постановке «Гарри Поттер и Проклятое дитя» — победа.
- 2018[англ.] — Премия «Тони» в категории «Лучшая женская роль второго плана в пьесе» за роль в постановке «Гарри Поттер и Проклятое дитя» — номинация.
- 2018 — 26-е место в списке «100 женщин по версии Би-би-си» за роль Гермионы Грейнджер в постановке «Гарри Поттер и Проклятое дитя»[9].

## Театр и радио
Театр
- Президент пустой комнаты / President of an Empty Room (Королевский национальный театр)
- Антоний и Клеопатра / Antony and Cleopatra — прислужница Клеопатры (Королевская шекспировская компания)[10]
- Много шума из ничего / Much Ado About Nothing — Урсула (Королевская шекспировская компания)[11]
- Сон в летнюю ночь / A Midsummer Night's Dream (Чичестер Фестивал[англ.])
- Мастер и Маргарита (Чичестер Фестивал)
- Натан Мудрый / Nathan der Weise (Чичестер Фестивал)
- Кофейный дом / The Coffee House (Чичестер Фестивал)
- 2001 — Фиктивная женщина / The Bogus Woman — молодая африканка (Траверс[англ.], Буш)[12]
- 2005 — Изюм на солнце[англ.] / A Raisin in the Sun — Рут Янгер (Янг-Вик, Лирик[англ.])[2][13][14]
- 2006 — Завтрак с Мугабе / Breakfast with Mugabe — Грейс Мугабе, жена Роберта Мугабе (Королевская шекспировская компания, Театр Сохо[англ.])[13][15]
- 2008 — Час, когда мы ничего не знали друг о друге[англ.] / The Hour We Knew Nothing of Each Other (Королевский национальный театр)[16]
- 2008 — Шесть персонажей в поисках автора / Sei personaggi in cerca d'autore — Джейн, кинорежиссёр (Гилгуд[англ.])[17][18]
- 2009 — Зимняя сказка / The Winter's Tale — Полина (Королевская шекспировская компания, Театр Кортъярд[англ.])[19][20]
- 2013—2014 — Умерший в ту ночь человек[англ.] / A Human Being Died That Night — Пумла Гободо-Мадикизела (Театр Фугарда в Кейптауне, Театр Маркет[англ.] в Йоханнесбурге, Театр Хэмпстид[англ.] в Лондоне)[21][22]
- 2015 — Линда / Linda — Линда (Ройал-Корт)[2][13][23]
- 2016—2018 — Гарри Поттер и Проклятое дитя / Harry Potter and the Cursed Child — Гермиона Грейнджер (Театры Вест-Энда, Бродвейский театр, в т. ч. Театр Лирика)[2][3][7][24][25]

Радио
Нома Думезвени принимала участие в радиопостановках каналов BBC Radio 3 и BBC Radio 4 «Дерево Джамбулы», «Семь чудес мира», «От фактов к выдумке», «От свободы к будущему», «Отпечаток руки», «История Джейн», «Сагила», «Шайлок», «Выращивание костей», «Женское детективное агентство № 1», «Семь возрастов автомобиля», «Фиктивная женщина», «Завтрак с Мугабе».

## Кино и телевидение
Широкий экран
- 2002 — Грязные прелести / Dirty Pretty Things — Селия
- 2018 — Мэри Поппинс возвращается / Mary Poppins Returns — мисс Пенни Фартинг, секретарша мистера Уилкинса
- 2019 — Рождённый стать королём / The Kid Who Would Be King — директор школы
- 2019 — Мальчик, который обуздал ветер / The Boy Who Harnessed the Wind — Эдит Сикело
- 2023 — Русалочка / The Little Mermaid — Королева Селина
- 2024 — Верный друг / The Friend — Барбара

Телевидение
- 1999 — Стук[англ.] / The Knock — Полина (в эпизоде Episode #4.2)
- 2003, 2006 — Холби-Сити[англ.] / Holby City — разные роли (в 2 эпизодах)
- 2005 — Безмолвный свидетель / Silent Witness — детектив-сержант Эрин Джейкобс (в 2 эпизодах)
- 2006 — Чисто английское убийство / The Bill — менеджер строительного общества (в эпизоде 403: Where We Belong - Part 2)
- 2006 — Таинственные существа[англ.] / Mysterious Creatures — Шанель Пинкертон
- 2006 — После Томаса / After Thomas — Пола Мюррей
- 2007 — Бесстыдники / Shameless — миссис Ньюмен (в эпизоде Episode #4.5)
- 2007 — Новые трюки / New Tricks — Софи Ойекамби (в эпизоде Casualty)
- 2007 — Жители Ист-Энда / EastEnders — детектив-констебль Райт (в эпизоде от 17 августа)
- 2008 — Последний враг[англ.] / The Last Enemy — Валери (в эпизоде Episode #1.1)
- 2008 — Цвет волшебства / The Colour of Magic — Марчесса (только во 2-й серии)
- 2008—2009 — Доктор Кто / Doctor Who — капитан Магамбо (в 2 эпизодах)
- 2012, 2015 — Катастрофа[англ.] / Casualty — разные роли (в 2 эпизодах)
- 2013 — Фрэнки[англ.] / Frankie — Энджи Рэскоу (в 6 эпизодах)
- 2015 — Убийства в Мидсомере / Midsomer Murders — Эйлса Проберт (в эпизоде Murder by Magic)
- 2015 — Столица[англ.] / Capital — Гривс (в 2 эпизодах)
- 2017 — Электрические сны / Electric Dreams — старший агент Окхайл (в эпизоде The Hood Maker)
- 2018 — Восход Чёрной Земли[англ.] / Black Earth Rising — Элис Мьюнзироу, член правительства Руанды, бывший генерал Патриотической армии Руанды (в 7 эпизодах)
- 2020 — Отыграть назад / The Undoing — Хейли Фицджеральд (в 4 эпизодах)
- 2023 — Убийства в одном здании / Only Murders in the Building — Максин (в эпизоде The Beat Goes On)
- 2024 — Презумпция невиновности / Presumed Innocent — судья Литтл
- 2025 — Киллербот / Murderbot — Менса